# Церква Чуда святого архистратига Михаїла в Хонах (Нивра)
Церква Чуда святого архистратига Михаїла в Хонах у Ниврі — парафія і храм Борщівського благочиння Тернопільської єпархії Православної церкви України в селі Нивра Чортківського району Тернопільської области.
Оголошена пам'яткою архітектури місцевого значення (охоронний номер 406).

## Історія церкви
Храм, зведений у 1718 році, освятив настоятель священник Петро Газовик. Спочатку це була капличка, до якої пізніше добудували захристя і ґанок.
У середині XIX століття будівля постраждала від пожежі. Завдяки допомозі Г. Германа Ліенца та парафіян, а також за настоятельства священника Ларія Олексійовича, храм відновили.
З 1961 по 1988 рік храм був закритий, а богослужіння відновилися лише з проголошенням незалежності України. Відтоді було перекрито дах і куполи, проведено повний внутрішній і зовнішній ремонти, відреставровано іконостас, упорядковано двір і мур навколо святині.
З архіпастирськими візитами храм відвідували митрополит Мефодій та архієпископ Тернопільський і Кременецький Іов.

## Парохи
- о. Петро Газовик,
- о. Ларія Олексійовича,
- о. Ярослав Матвіїв,
- о. Остафіїв,
- о. Мицко,
- о. Іван Яворський,
- о. Іван Шиманський,
- о. Степан Савчук,
- о. Василь Дешевий (з 1993).